# Чемпионат Турции по фигурному катанию
Чемпионат Турции по фигурному катанию (тур. Artistik Buz Pateni Türkiye Şampiyonası) — ежегодное соревнование по фигурному катанию среди турецких фигуристов, организуемое турецкой федерацией конькобежцев. Федерация была образована в 1990 году после постройки в Анкаре первого в Турции катка.
На этом турнире спортсмены соревнуются в мужском и женском одиночном катании, спортивных танцах на льду и синхронном катании. Парное катание в стране стало развиваться лишь в последнее время с середины 10-х годов XXI века. Соревнования проходят одновременно в категориях «новисы», юниоры и «взрослые». 
В целом, уровень развития фигурного катания в стране не высок. Самой успешной турецкой фигуристкой, на сегодняшний день, является, завершившая в 2010 году любительскую карьеру Туба Карадемир. Она дважды участвовала в Олимпийских играх, став первой турецкой фигуристкой принявшей в них участие, и дважды занимала 10-е места на чемпионатах Европы. Впрочем, тренировавшаяся в Канаде, Туба практически не участвовала в национальных чемпионатах начиная с юниорского возраста.

## Призёры чемпионата

### Мужчины
| Медалисты в мужском одиночном катании | Медалисты в мужском одиночном катании | Медалисты в мужском одиночном катании | Медалисты в мужском одиночном катании | Медалисты в мужском одиночном катании |
| ------------------------------------- | ------------------------------------- | ------------------------------------- | ------------------------------------- | ------------------------------------- |
| Год                                   | Место проведения                      | Золото                                | Серебро                               | Бронза                                |
| 1999                                  |                                       |                                       |                                       |                                       |
| 2000                                  |                                       |                                       |                                       |                                       |
| 2001                                  |                                       | Дениз Атак                            | Не было других участников             | Не было других участников             |
| 2002                                  |                                       | Тайфун Анар                           |                                       |                                       |
| 2003                                  |                                       | Не было участников                    | Не было участников                    | Не было участников                    |
| 2004                                  |                                       | Не было участников                    | Не было участников                    | Не было участников                    |
| 2005                                  |                                       | Альпер Учар                           | Не было других участников             | Не было других участников             |
| 2006                                  |                                       | Не было участников                    | Не было участников                    | Не было участников                    |
| 2007                                  |                                       |                                       |                                       |                                       |
| 2008                                  |                                       | Чемпионат не проводился               | Чемпионат не проводился               | Чемпионат не проводился               |
| 2009                                  |                                       | Кутай Эрёлдаш                         | Альпер Учар                           | Эрай Озбал                            |
| 2010                                  | Анкара                                | Али Демирбога                         | Кутай Эрёлдаш                         | Эрай Озбал                            |
| 2011                                  | Анкара                                | Али Демирбога                         | Кутай Эрёлдаш                         | Эрай Озбал                            |
| 2012                                  | Анкара                                | Али Демирбога                         | Энгын Алы Артан                       | Не было других участников             |
| 2013                                  |                                       | Али Демирбога                         | Осман Акгун                           | Энгын Алы Артан                       |
| 2014                                  | Стамбул                               | Али Демирбога                         | Осман Акгун                           | Энгын Алы Артан                       |
| 2015                                  | Анкара                                | Энгын Алы Артан                       | Али Демирбога                         | Осман Акгун                           |
| 2016                                  | Измир                                 | Энгын Алы Артан                       | Али Демирбога                         | Бурак Демирбога                       |
| 2017                                  | Измир                                 | Энгын Алы Артан                       | Бурак Демирбога                       | Мехмет Шакир                          |
| 2018                                  | Анкара                                | Бурак Демирбога                       | Энгын Алы Артан                       | Мехмет Шакир                          |
| 2023                                  | Анкара                                | Бурак Демирбога                       | Алп Эрен Озкан                        | Участник снялся с турнира             |

### Женщины
| Медалисты в женском одиночном катании | Медалисты в женском одиночном катании | Медалисты в женском одиночном катании | Медалисты в женском одиночном катании | Медалисты в женском одиночном катании |
| ------------------------------------- | ------------------------------------- | ------------------------------------- | ------------------------------------- | ------------------------------------- |
| Год                                   | Место проведения                      | Золото                                | Серебро                               | Бронза                                |
| 1999                                  |                                       |                                       |                                       |                                       |
| 2000                                  |                                       |                                       |                                       |                                       |
| 2001                                  |                                       | Нил Сирикчи                           | Гамзе Ийиис                           | Не было других участников             |
| 2002                                  |                                       |                                       |                                       |                                       |
| 2003                                  |                                       | Гамзе Ийиис                           | Не было других участников             | Не было других участников             |
| 2004                                  |                                       | Гамзе Ийиис                           | Не было других участников             | Не было других участников             |
| 2005                                  |                                       | Гамзе Ийиис                           | Не было других участников             | Не было других участников             |
| 2006                                  |                                       | Не было участников                    | Не было участников                    | Не было участников                    |
| 2007                                  |                                       |                                       |                                       |                                       |
| 2008                                  |                                       | Чемпионат не проводился               | Чемпионат не проводился               | Чемпионат не проводился               |
| 2009                                  | Анкара                                | Берил Бекташ                          | Джерен Устун                          | Бусе Джошкун                          |
| 2010                                  | Анкара                                | Гамзе Ийиис                           | Экин Доганай                          | Не было других финишировавших         |
| 2011                                  | Анкара                                | Бирдже Атабей                         | Берил Бекташ                          | Ренк Кемалоглу                        |
| 2012                                  | Анкара                                | Бирдже Атабей                         | Ренк Кемалоглу                        | Айбыке Кахрыман                       |
| 2013                                  |                                       | Сыла Сайгы                            | Ренк Кемалоглу                        | Мелиса Сема Атик                      |
| 2014                                  | Стамбул                               | Сыла Сайгы                            | Бирдже Атабей                         | Мелиса Сема Атик                      |
| 2015                                  | Анкара                                | Бирдже Атабей                         | Сыла Сайгы                            | Синем Куюджу                          |
| 2016                                  | Измир                                 | Бирдже Атабей                         | Сыла Сайгы                            | Синем Куюджу                          |
| 2017                                  | Измир                                 | Бирдже Атабей                         | Сыла Сайгы                            | Синем Куюджу                          |
| 2018                                  | Анкара                                | Сыла Сайгы                            | Синем Куюджу                          | Зейнеп Йигит                          |
| 2019                                  | Коджаэли                              | Сыла Сайгы                            | Синем Куюджу                          | Селин Хафызоглу                       |
| 2020                                  | Самсун                                | Сыла Сайгы                            | Илайда Баяр                           | Синем Куюджу                          |
| 2021                                  | Анкара                                | Зейнеп Дильруба Саноглу               | Синем Пекдер                          | Ясемин Зеки                           |
| 2022                                  | Самсун                                | Ясемин Зеки                           | Синем Пекдер                          | Озлем Дизмен                          |
| 2023                                  | Анкара                                | Сальма Агамова                        | Озлем Дизмен                          | Не было других участниц               |

### Парное катание
| Медалисты в танцах на льду | Медалисты в танцах на льду                  | Медалисты в танцах на льду                  | Медалисты в танцах на льду                  | Медалисты в танцах на льду                  |
| -------------------------- | ------------------------------------------- | ------------------------------------------- | ------------------------------------------- | ------------------------------------------- |
| Год                        | Место проведения                            | Золото                                      | Серебро                                     | Бронза                                      |
| 2015                       | Анкара                                      | Ольга Бестандигова / Ильхан Мансыз          | Не было других участников                   | Не было других участников                   |
| 2016                       | Измир                                       | Чагла Демирсал / Берк Акалын                | Не было других участников                   | Не было других участников                   |
| 2017— 2018                 | Не было участников завершивших соревнования | Не было участников завершивших соревнования | Не было участников завершивших соревнования | Не было участников завершивших соревнования |

### Танцы на льду
| Медалисты в танцах на льду | Медалисты в танцах на льду | Медалисты в танцах на льду      | Медалисты в танцах на льду | Медалисты в танцах на льду |
| -------------------------- | -------------------------- | ------------------------------- | -------------------------- | -------------------------- |
| Год                        | Место проведения           | Золото                          | Серебро                    | Бронза                     |
| 2010                       | Анкара                     | Джанетт Мейтц / Альпер Учар     | Не было других участников  | Не было других участников  |
| 2011                       | Анкара                     | Чагла Демирсал / Берк Акалын    | Не было других участников  | Не было других участников  |
| 2012—2015                  | Не было участников         | Не было участников              | Не было участников         | Не было участников         |
| 2016                       | Измир                      | Румейса Одадас / Эмирхан Эркан  | Не было других участников  | Не было других участников  |
| 2017                       | Измир                      | Румейса Одадас / Эмирхан Эркан  | Не было других участников  | Не было других участников  |
| 2018                       | Анкара                     | Антонина Рузецкая / Берк Акалын | Не было других участников  | Не было других участников  |